# القارة (الحديدة)

تعديل مصدري - تعديل

القارة هي إحدى قرى مديرية الزهرة، التابعة لمحافظة الحديدة اليمنية، بلغ تعداد سكانها 1391 نسمة حسب الإحصاء الذي جرى عام 2004.